# Lepidosaphes ulmi
Lepidosaphes ulmi är en insektsart som först beskrevs av Carl von Linné 1758. Lepidosaphes ulmi ingår i släktet Lepidosaphes, och familjen pansarsköldlöss. Arten är reproducerande i Sverige. Inga underarter finns listade.
Den är ett skadedjur på träd och vedartade växter. Denna lilla insekt sätter sig på barken och suger i sig sav från växten. Därmed kan växten förlora så mycket resurser att en gren eller hela trädet dör.